# Abraxas infrabifasciata
Abraxas infrabifasciata är en fjärilsart som beskrevs av Rayner 1909. Abraxas infrabifasciata ingår i släktet Abraxas och familjen mätare. Inga underarter finns listade i Catalogue of Life.